# Камешек и пингвин
«Камешек и пингвин» (англ. The Pebble And The Penguin) — американский независимый анимационный музыкальный комедийно-приключенческий фильм 1995 года, снятый Доном Блутом и Гари Голдманом. Главные роли озвучивают Мартин Шорт, Джим Белуши, Тим Карри и Энни Голден.
Мультфильм основан на реальных брачных ритуалах пингвинов Адели в Антарктиде. В центре внимания — робкий, заикающийся пингвин по имени Хьюби, который пытается произвести впечатление на прекрасную пингвиниху по имени Марина, дав ей камешек, упавший с неба, и уберечь её от лап злого пингвина по имени Дрейк, который хочет заполучить Марину.
Мультфильм провалился в прокате, так как студия «Metro-Goldwyn-Mayer», выступавшая американским прокатчиком, ближе к концу съёмочного процесса потребовала сократить или полностью вырезать, а то и вовсе заново анимировать ряд сцен. Режиссёры Дон Блут и Гари Голдман были так разочарованы итоговым результатом, что в итоге убрали свои имена из титров.

## Сюжет
Все начинается на южном полюсе, где живёт застенчивый пингвин по имени Хьюби. Хьюби всем сердцем любит пингвиниху по имени Марина, которая и сама весьма расположена к нему. Но у Хьюби есть злостный конкурент — Дрейк, который не остановится ни перед чем для того, чтоб завоевать Марину. Брачная церемония требует чтобы в полнолуние каждый пингвин принес своей возлюбленной какой то необычный камешек и Хьюби, естественно, изо всех сил старается найти самый красивый, но терпит неудачу. И вот, когда он совсем отчаялся, ему повезло найти очень красивый хрусталик, который он при первой же возможности спешит вручить своей возлюбленной, но Дрейк перехватывает Хьюби и скидывает с ледника в море, прямо к морскому льву. Хьюби вынужден спасаться бегством из-за угрозы быть съеденным, но попадает прямо к браконьерам, отлавливающим пингвинов. На браконьерском корабле под названием «Горемычный», плывущем по направлению к Гаити, он знакомится с Рокко — пингвином, мечтающем научиться летать, но обладающим скверным характером. Вместе они сбегают с корабля и теперь Хьюби со своим новым другом надо успеть до полнолуния преодолеть большое расстояние домой, к Марине, до того как Дрейк силой заставит её стать его парой. Тут-то и начинаются приключения героев…

## Роли
- Тим Карри - Дрейк, главный антагонист фильма

- Мартин Шорт - Хьюби

- Джеймс Белуши - Роко

- Энни Голден - Марина

- Уилл Райн - Роял, Тики